# Niedersachsenderby
Die Rivalität zwischen Hannover 96 und Eintracht Braunschweig beschreibt die Rivalität der niedersächsischen Fußballvereine Hannover 96 und Eintracht Braunschweig. Das Duell, genannt Niedersachsenderby, wurde bisher 134 Mal in Pflichtspielen ausgetragen. Es stellt damit eines der am häufigsten ausgetragenen Fußballderbys in Deutschland dar.

## Hintergründe
Von Teilen der Medien werden auch die Spiele von Hannover 96 bzw. von Eintracht Braunschweig gegen den VfL Wolfsburg und teilweise auch gegen den VfL Osnabrück als „Niedersachsenderby“ bezeichnet; dies wird von vielen Fans und Verantwortlichen nicht so empfunden.
Die Städte Hannover und Braunschweig sind nur ca. 55 km Luftlinie voneinander entfernt. Wie bei vielen Derbys beruht die Rivalität der Vereine auf historisch-politischen Umständen sowie der Rivalität der beiden Städte an sich, die durch den Fußball eine neue Plattform angeboten bekam. Der Beginn der Rivalität ist jedoch umstritten. Laut Bettina Lenner und Florian Neuhauss begann sie im Jahr 1692, als das jahrhundertelang im Herzogtum Braunschweig-Lüneburg vorherrschende Adelsgeschlecht der Welfen seine Macht an die im vormaligen Teilfürstentum Calenberg regierende Welfenlinie verlor, die zu Kurfürsten des neuen Kurfürstentums Hannover aufstiegen. Andreas Buchal geht sogar von einer Rivalität seit 1636 aus, als Hannover durch die Ernennung zur Residenzstadt von Georg von Calenberg an Bedeutung gewann. Dies wurde im Laufe der Zeit durch die Industrialisierung, den Ausbau des Eisenbahnnetzes in der Region und der generellen Verkehrslage, die Hannover zu einer der wichtigsten Verkehrsknotenpunkte Deutschlands werden ließ, verstärkt. Boris Pistorius dagegen spricht von einer Rivalität erst seit 1946, als Hannover Landeshauptstadt des neu geschaffenen Bundeslandes Niedersachsen wurde. Braunschweig wurde in die zweite Reihe der wichtigsten Städte der Region gedrückt, was Antipathien gegenüber Hannover hervorgerufen, gleichzeitig aber zu einem stärkeren Selbstbewusstsein der Braunschweiger geführt haben könnte.

## Geschichte

### Die Anfänge (1905–1963)
Eintracht Braunschweig wurde im Jahr 1895 gegründet. Hannover 96 entstand 1896 zunächst noch als Rugby-Verein, ehe man um die Jahrhundertwende die Sportart wechselte. Zu einer ersten Begegnung trafen die Klubs am 17. Juni 1900 zusammen, als die heimischen Braunschweiger den im Fußball noch nicht sehr erprobten Gast mit 11:1 besiegten. Beim Gegenbesuch am 2. April 1901 lautete das Ergebnis bereits 2:2. Dennoch hielt Eintracht Braunschweig lange Zeit einen signifikanten Vorsprung in der Leistungsstärke (s. Statistik unten). 1907 erzielte Hannover 96 in einem Testspiel seinen ersten Sieg. Bei der Betrachtung ist zu bedenken, dass besonders 96 auch in der eigenen Stadt große Konkurrenten hatte, namentlich vor dem 1. Weltkrieg Eintracht Hannover, anschließend Arminia Hannover.

### Gründung der Bundesliga 1963: Geburt der sportlichen Rivalität
Nach dem Beschluss der Gründung einer bundesweiten Fußball-Bundesliga durften drei Vereine aus der Oberliga Nord in der Bundesliga teilnehmen. Da mit dem Hamburger SV und Werder Bremen zwei Nord-Vereine direkt den Zuschlag für die Bundesliga bekamen, blieb nur noch ein Platz frei. Da Hannover 96 über das größere Stadion, den höheren Zuschauerschnitt und bessere wirtschaftliche Voraussetzungen verfügte und zudem in der Zwölfjahreswertung des DFB vor der Braunschweiger Eintracht stand, waren sich die Verantwortlichen von Hannover 96 sicher, den Zuschlag für den Startplatz in der Bundesliga zu erhalten. Dennoch erhielt die Eintracht am 6. Mai 1963 die Lizenz für die Bundesliga, für die lediglich die Abschlussplatzierung in der abgelaufenen Saison sprach: Während Hannover 96 den neunten Platz belegte, waren die Braunschweiger Dritter geworden. Die Entscheidung stieß in Hannover auf Unverständnis und rief große Proteste hervor. Die offizielle Klage gegen die Lizenzvergabe wurde jedoch abgelehnt. Die Umstände der Bundesliga-Gründung wird vielerorts als Anstoß oder zumindest als Verstärkung der Rivalität zwischen den Vereinen und deren Fans angesehen.
Eintracht Braunschweig gewann in der Saison 1966/67 die deutsche Meisterschaft, wobei die Braunschweiger in beiden Duellen gegen Hannover 96 verloren. In dem im Jahr 2009 entstandenen Spielfilm 66/67 – Fairplay war gestern sind die Protagonisten der Braunschweiger Meistermannschaft Mitglieder in der Braunschweiger Fan- und Hooligan-Szene. In der Saison 1972/73 spielten beide Vereine gegen den Abstieg aus der Bundesliga: Im Vorfeld des letzten Spieltages rangierte Eintracht Braunschweig einen Platz vor dem auf einen Abstiegsplatz befindenden Hannover 96, allerdings gewannen die Hannoveraner das Auswärtsspiel gegen den Wuppertaler SV mit 4:0 und die Braunschweiger Eintracht unterlag daheim Fortuna Düsseldorf mit 1:2, wodurch die Hannoveraner an den Braunschweigern vorbeizogen und die Löwen aus der Bundesliga abstiegen.

### Gegenwart

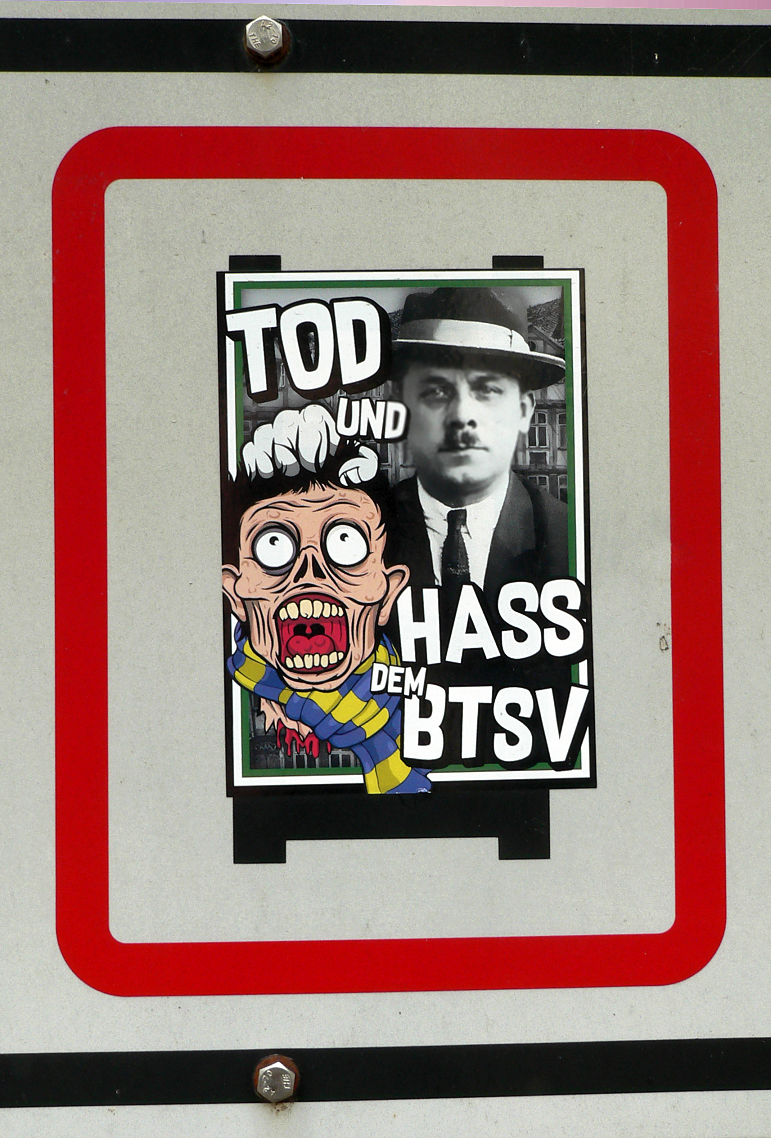
Ein Aufkleber zu einem Spiel beider Vereine in Hannover, 2022

In den Spielzeiten 1996/97 und 1997/98, als Hannover 96 in die drittklassige Regionalliga abgestiegen war, spielten beide Vereine jeweils bis zum Saisonende um die Meisterschaft, die zur Aufstiegsrelegation berechtigte; in beiden Saisons gewann Hannover 96 die Meisterschaft in der Nord-Staffel der Regionalliga. 1998 geschah dies durch einen Sieg im direkten Punktspielduell am vorletzten Spieltag. In der Folge gab es 15 Jahre keine Punktspiele zwischen den beiden Klubs. Lediglich in der Saison 2003/04 trafen beide Vereine in der zweiten Runde des DFB-Pokals aufeinander, als es im Eintracht-Stadion zum Duell zwischen dem in der Regionalliga Nord spielenden Gastgeber und dem favorisierten Gast, in der Zwischenzeit in die Bundesliga aufgestiegen, kam. Eintracht Braunschweig sorgte für eine Überraschung und warf den Erzrivalen mit einem 2:0-Sieg aus dem Wettbewerb. Der 2002 in das Oberhaus aufgestiegene Klub aus Hannover etablierte sich als Erstligist, 2013 stieg der BTSV dann ebenfalls in die Bundesliga auf, womit erstmals seit 37 Jahren wieder die Niedersachsenderbys in der höchsten deutschen Spielklasse stattfanden und erstmals seit 1998 im Punktspielbetrieb. Dabei trennten sich im hannoverschen Niedersachsenstadion der Gastgeber, der in den zwei vorangegangenen Spielzeiten in der UEFA Europa League teilnahm, und der Außenseiter aus Braunschweig mit 0:0, im Rückspiel im Eintracht-Stadion gewann die Eintracht mit 3:0. Trotz dieses Sieges stiegen die Braunschweiger zum Saisonende wieder in die Zweite Bundesliga ab. Seit 2016 finden – aufgrund des zeitweiligen Klassenunterschiedes mit Unterbrechungen – die Niedersachsenderbys ebendort statt.
In jüngerer Zeit wird das Aufeinandertreffen der beiden Vereine von der Polizei durchweg als Hochrisikospiel eingestuft und es werden umfangreiche Sicherheitsmaßnahmen ergriffen, um die stets massiven Ausschreitungen der Fans aus Anlass des Derbys einzudämmen.

### Weitere Niedersachsenderbys
Auch die Spiele der beiden vorgenannten Teams gegen den VfL Wolfsburg werden gelegentlich als Niedersachsenderby bezeichnet, da der VfL Wolfsburg seinen Sitz in Niedersachsen hat und seit 1997 in der Bundesliga spielt. Diese Spiele erreichen jedoch in der Wahrnehmung der Öffentlichkeit nur in geringem Maße den Charakter eines „echten“ Derbys, da der VfL Wolfsburg vor allem von den Fanszenen der anderen beiden Vereine eher als VW-Werkself und nicht als „echter“, traditionsreicher Fußballclub akzeptiert wird. Sportlich außergewöhnlich brisant war allerdings die Relegation zur Bundesliga 2017 zwischen Eintracht Braunschweig und dem nur 30 km entfernten VfL Wolfsburg.
Auch der SV Meppen, der in den 1990er Jahren lange in der 2. Liga spielte, lieferte sich einige Derbys mit den niedersächsischen Nordwestrivalen VfL Osnabrück und VfB Oldenburg sowie mit den damals zweitklassigen Vereinen Hannover 96 und Eintracht Braunschweig. Weitere Teams, die seit den 1970er Jahren an niedersächsischen Derbys in der 2. Liga teilnahmen, waren Olympia Wilhelmshaven, Göttingen 05, Arminia Hannover, der OSV Hannover und der TSV Havelse. Weitere Pflichtspielderbys waren die Stadtduelle zwischen Hannover 96 und den Sportfreunden Ricklingen in den Saisons 1996/97 und 1997/98 in der damals drittklassigen Regionalliga.

## Schmäh-Aktionen in jüngerer Zeit
Im Vorfeld von Derby-Spielen ereignen sich seit einiger Zeit regelmäßig rabiate Handlungen, wie sie von keiner anderen Derby-Gegnerschaft in Deutschland bekannt wären: 2013 setzte jemand nachts in der Stadt Hannover ein mit „96“-Zeichen angemaltes und mit einem 96-Fanschal versehenes Schwein aus, während rund um die Stadt Braunschweig gelbe Holzkreuze mit dem Namen von Eintracht Braunschweig aufgestellt wurden. Anschließend bewachten beide Fanlager ihre Stadien in Form von Bürgerwehren. 2014 hing am Zaun des Trainingsgeländes von Hannover 96 ein totes Lamm. 2017, als ein Derby an Ostern stattfand, kam es abends in Orten auf halber Strecke zwischen den beiden Städten zu handgreiflichen Auseinandersetzungen am Osterfeuer. 2023 kippten Unbekannte nachts auf dem Rasen des Braunschweiger Stadions eine ölartige Substanz in Form einer großen „96“ aus. Da die Platzwarte den Schaden nicht beseitigt bekamen, musste Eintracht das nächste Spiel unter diesen Umständen austragen. Zudem wurden zwei Eintracht-Spieler an ihren Privatwohnungen bedroht. Beim Heimderby im März 2023 ließen die Braunschweiger Ultras per Fernzündung Rauch in Eintrachts Farben vor dem Gästefanblock aufsteigen, als Erwiderung haben 96-Ultras im Oktober des Jahres eine entsprechende Aktion bei einem Spiel von Eintracht Braunschweig im 500 km entfernten Elversberg (Saarland) durchgeführt, zu der sie sich während des parallel stattgefundenen eigenen Spiels bekannten.
Choreographien der Fans im Stadion handeln augenzwinkernd von der imaginären Zerstörung der jeweils anderen Stadt und derer Symbole, öfters unter Heranziehung des Hannoverschen Königs Ernst-August auf dem Pferd einerseits, des Braunschweiger Löwen und von Till Eulenspiegel andererseits.
Fans von Eintracht Braunschweig vermeiden gern die Nennung des Vereinsnamens „Hannover 96“; überhaupt wird die Zahl „96“ an sich bevorzugt durch ein „95+1“ ersetzt. Diese Beobachtung trifft inzwischen sogar für die offizielle Vereinsseite zu – so wurde rund um das Derby im März 2023 in Meldungen und Artikeln im Internet sowie auf den Pressekonferenzen vor und nach dem Spiel der Gast aus Hannover auffälligerweise nicht beim Namen genannt. In Nachahmung der Gepflogenheiten bei der Derby-Gegnerschaft zwischen Schalke 04 und Borussia Dortmund finden auch die in der Bedeutung herabwürdigenden Bezeichnungen „Peine-West“ (für Hannover) bzw. „Peine-Ost“ (für Braunschweig) Anwendung.

## Statistik
Bisher wurden 182 Derbys ausgetragen. Davon 134 Pflichtspiele.
| Stand: 12. Oktober 2024 | Eintracht Braunschweig | – | Hannover 96 |

| Wettbewerb                                  | Spiele | Siege    | Remis    | Siege    | Tore          |
| ------------------------------------------- | ------ | -------- | -------- | -------- | ------------- |
| Bundesliga                                  | 022    | 6        | 8        | 8        | 30:34         |
| 2. Bundesliga                               | 022    | 6        | 7        | 9        | 19:28         |
| Tschammerpokal/DFB-Pokal                    | 002    | 1        | 0        | 1        | 3:3           |
| Oberliga Nord (1947–1963)                   | 028    | 13       | 5        | 10       | 48:44         |
| Regionalliga Nord                           | 004    | 1        | 1        | 2        | 4:8           |
| Deutsche Meisterschaft                      | 001    | 1        | 0        | 0        | 3:2           |
| Norddeutsche Meisterschaft                  | 008    | mind. 6  |          |          | mind 25:9     |
| Südkreisliga                                | 008    |          |          |          |               |
| Finale Bezirksliga Südhannover-Braunschweig | 001    | 0        | 0        | 1        | 0:2           |
| Oberliga Südhannover-Braunschweig           | 008    |          |          |          |               |
| Gauliga Niedersachsen                       | 020    | mind. 4  | mind. 2  | mind. 12 | mind. 32:49   |
| Gauliga Südhannover-Braunschweig            | 004    | 4        | 0        | 0        | 15:6          |
| Gaupokal Südhannover-Braunschweig           | 001    | 1        | 0        | 0        |               |
| Oberliga Niedersachsen-Süd                  | 003    | 2        | 0        | 1        | 8:4           |
| DFB-Ligapokal                               | 002    | 2        | 0        | 0        | 4:2           |
| Pflichtspiele                               | 134    | mind. 47 | mind. 23 | mind. 44 | mind. 191:191 |
| Freundschaftsspiele                         | 048    |          |          |          |               |
| Gesamt                                      | 182    |          |          |          |               |

## Liste der Pflichtspiele
| Nr. | Wettbewerb                                                  | Datum                            | Heim                        | Auswärts               | Ergebnis             | Austragungsort                  | Zuschauer |
| --- | ----------------------------------------------------------- | -------------------------------- | --------------------------- | ---------------------- | -------------------- | ------------------------------- | --------- |
| 1. | Deutsche Meisterschaft 1904/05 (Ausscheidungsrunde)         | 9. Apr. 1905                     | FuCC Eintracht Braunschweig | Hannoverscher FC 1896  | 3:2 n. V. (2:2, 2:0) | Viktoria-Platz, Magdeburg       |           |
| 2. | Norddeutsche Meisterschaft 1905/06 (Viertelfinale)          | 4. März 1906                     | FuCC Eintracht Braunschweig | Hannoverscher FC 1896  | 6:3                  |                                 |           |
| 3. | Norddeutsche Meisterschaft 1906/07 (Viertelfinale)          | 3. März 1907                     | Hannoverscher FC 1896       | Eintracht Braunschweig | 1:5                  |                                 |           |
| 4. | Norddeutsche Meisterschaft 1907/08 (Viertelfinale)          | 22. März 1908                    | Eintracht Braunschweig      | Hannoverscher FC 1896  | 5:2                  |                                 |           |
| 5. | Norddeutsche Meisterschaft 1909/10 (Viertelfinale)          | 27. März 1910                    | Eintracht Braunschweig      | Hannoverscher FC 1896  | 2:1 n. V.            |                                 |           |
| 6. | Norddeutsche Meisterschaft 1910/11 (Viertelfinale)          | 26. März 1911 oder 2. April 1911 | Hannoverscher FC 1896       | Eintracht Braunschweig | 1:3                  |                                 |           |
| 7. | Norddeutsche Meisterschaft 1912/13 (Halbfinale)             | 18. Mai 1913                     | Eintracht Braunschweig      | Hannoverscher FC 1896  | 4:1                  |                                 |           |
| Die Norddeutsche Meisterschaft wurde in der Saison 1913/14 einmalig als verbandsweite Liga ausgetragen                                                                           |                                                             |                                  |                             |                        |                      |                                 |           |
| 8. | Norddeutsche Meisterschaft 1913/14                          |                                  |                             |                        |                      |                                 |           |
| 9. | Norddeutsche Meisterschaft 1913/14                          |                                  |                             |                        |                      |                                 |           |
| Ab 1920 wurde die Norddeutsche Meisterschaft in zwei Staffeln (Nordkreis und Südkreis) mit anschließender Finalrunde ausgetragen                                                 |                                                             |                                  |                             |                        |                      |                                 |           |
| 10. | Südkreisliga 1920/21                                        |                                  |                             |                        |                      |                                 |           |
| 11. | Südkreisliga 1920/21                                        |                                  |                             |                        |                      |                                 |           |
| 12. | Südkreisliga 1921/22                                        |                                  |                             |                        |                      |                                 |           |
| 13. | Südkreisliga 1921/22                                        |                                  |                             |                        |                      |                                 |           |
| 14. | Südkreisliga 1922/23 (Staffel 2)                            |                                  |                             |                        |                      |                                 |           |
| 15. | Südkreisliga 1922/23 (Staffel 2)                            |                                  |                             |                        |                      |                                 |           |
| 16. | Bezirksliga Südkreis 1923/24 (Staffel 2)                    |                                  |                             |                        |                      |                                 |           |
| 17. | Bezirksliga Südkreis 1923/24 (Staffel 2)                    |                                  |                             |                        |                      |                                 |           |
| Ab 1924 spielten Braunschweig und Hannover in getrennten Staffeln |                                                             |                                  |                             |                        |                      |                                 |           |
| 18. | Finale Bezirksliga Südhannover-Braunschweig 1926/27         |                                  | Hannover 96                 | Eintracht Braunschweig | 2:0                  |                                 |           |
| Ab 1929 bestand die Oberliga Südhannover-Braunschweig nicht mehr aus zwei Staffeln                                                                                               |                                                             |                                  |                             |                        |                      |                                 |           |
| 19. | Oberliga Südhannover-Braunschweig 1929/30                   |                                  |                             |                        |                      |                                 |           |
| 20. | Oberliga Südhannover-Braunschweig 1929/30                   |                                  |                             |                        |                      |                                 |           |
| 21. | Oberliga Südhannover-Braunschweig 1930/31                   |                                  |                             |                        |                      |                                 |           |
| 22. | Oberliga Südhannover-Braunschweig 1930/31                   |                                  |                             |                        |                      |                                 |           |
| 23. | Oberliga Südhannover-Braunschweig 1931/32                   |                                  |                             |                        |                      |                                 |           |
| 24. | Oberliga Südhannover-Braunschweig 1931/32                   |                                  |                             |                        |                      |                                 |           |
| 25. | Oberliga Südhannover-Braunschweig 1932/33                   |                                  |                             |                        |                      |                                 |           |
| 26. | Oberliga Südhannover-Braunschweig 1932/33                   |                                  |                             |                        |                      |                                 |           |
| Einführung der Gauliga Niedersachsen |                                                             |                                  |                             |                        |                      |                                 |           |
| 27. | Gauliga Niedersachsen 1933/34                               |                                  | Hannover 96                 | Eintracht Braunschweig | 4:0                  |                                 |           |
| 28. | Gauliga Niedersachsen 1933/34                               |                                  | Eintracht Braunschweig      | Hannover 96            | 3:2                  |                                 |           |
| 29. | Gauliga Niedersachsen 1934/35                               |                                  | Hannover 96                 | Eintracht Braunschweig | 3:2                  |                                 |           |
| 30. | Gauliga Niedersachsen 1934/35                               |                                  | Eintracht Braunschweig      | Hannover 96            | 1:2                  |                                 |           |
| 31. | Gauliga Niedersachsen 1935/36                               |                                  | Hannover 96                 | Eintracht Braunschweig | 2:2                  |                                 |           |
| 32. | Gauliga Niedersachsen 1935/36                               |                                  | Eintracht Braunschweig      | Hannover 96            | 2:3                  |                                 |           |
| 33. | Gauliga Niedersachsen 1936/37                               |                                  | Hannover 96                 | Eintracht Braunschweig | 4:2                  |                                 |           |
| 34. | Gauliga Niedersachsen 1936/37                               |                                  | Eintracht Braunschweig      | Hannover 96            | 1:3                  |                                 |           |
| 35. | Gauliga Niedersachsen 1937/38                               |                                  | Hannover 96                 | Eintracht Braunschweig | 2:2                  |                                 |           |
| 36. | Gauliga Niedersachsen 1937/38                               |                                  | Eintracht Braunschweig      | Hannover 96            | 1:3                  |                                 |           |
| 37. | Gauliga Niedersachsen 1938/39                               |                                  | Hannover 96                 | Eintracht Braunschweig | 2:1                  |                                 |           |
| 38. | Gauliga Niedersachsen 1938/39                               |                                  | Eintracht Braunschweig      | Hannover 96            | 1:0                  |                                 |           |
| 39. | Gauliga Niedersachsen 1939/40 (Gruppe Süd)                  |                                  | Hannover 96                 | Eintracht Braunschweig | 6:2                  |                                 |           |
| 40. | Gauliga Niedersachsen 1939/40 (Gruppe Süd)                  |                                  | Eintracht Braunschweig      | Hannover 96            | 2:4                  |                                 |           |
| 41. | Gauliga Niedersachsen 1940/41 (Gruppe Süd)                  |                                  | Hannover 96                 | Eintracht Braunschweig | 1:0                  |                                 |           |
| 42. | Gauliga Niedersachsen 1940/41 (Gruppe Süd)                  |                                  | Eintracht Braunschweig      | Hannover 96            | 4:1                  |                                 |           |
| 43. | Tschammerpokal 1941 (1. Schlussrunde)                       | 13. Juli 1941                    | SV Eintracht Braunschweig   | Hannover 96            | 1:3 (1:3)            | Eintracht-Stadion               | 2.000     |
| 44. | Gauliga Niedersachsen 1941/42 (Gruppe Süd, dann Finalrunde) |                                  | Hannover 96                 | Eintracht Braunschweig | 6:1                  |                                 |           |
| 45. | Gauliga Niedersachsen 1941/42 (Gruppe Süd, dann Finalrunde) |                                  | Eintracht Braunschweig      | Hannover 96            | 5:1                  |                                 |           |
| 46. | Gauliga Niedersachsen 1941/42 (Gruppe Süd, dann Finalrunde) |                                  |                             |                        |                      |                                 |           |
| 47. | Gauliga Niedersachsen 1941/42 (Gruppe Süd, dann Finalrunde) |                                  |                             |                        |                      |                                 |           |
| Einführung der Gauliga Südhannover-Braunschweig |                                                             |                                  |                             |                        |                      |                                 |           |
| 48. | Gauliga Südhannover-Braunschweig 1942/43                    |                                  | Hannover 96                 | Eintracht Braunschweig | 3:6                  |                                 |           |
| 49. | Gauliga Südhannover-Braunschweig 1942/43                    |                                  | Eintracht Braunschweig      | Hannover 96            | 2:1                  |                                 |           |
| 50. | Gaupokal Südhannover-Braunschweig 1943 (Finale)             |                                  |                             |                        | ?:?                  | –                               |           |
| 51. | Gauliga Südhannover-Braunschweig 1943/44                    |                                  | Hannover 96                 | Eintracht Braunschweig | 1:2                  |                                 |           |
| 52. | Gauliga Südhannover-Braunschweig 1943/44                    |                                  | Eintracht Braunschweig      | Hannover 96            | 5:1                  |                                 |           |
| Die Saison 1944/45 wurde abgebrochen, bevor es zu einem Aufeinandertreffen kam. 1945 wurde innerhalb der Britischen Zonenmeisterschaft die Oberliga Niedersachsen-Süd eingeführt |                                                             |                                  |                             |                        |                      |                                 |           |
| 53. | Oberliga Niedersachsen-Süd 1945/46                          |                                  | Hannover 96                 | TSV Braunschweig       | 3:1                  | –                               |           |
| 54. | Oberliga Niedersachsen-Süd 1946/47                          |                                  | TSV Braunschweig            | Hannover 96            | 5:0                  | –                               |           |
| 55. | Oberliga Niedersachsen-Süd 1946/47                          |                                  | Hannover 96                 | TSV Braunschweig       | 1:2                  | –                               |           |
| Einführung der Oberliga Nord |                                                             |                                  |                             |                        |                      |                                 |           |
| 56. | Oberliga Nord 1947/48                                       | 21. Sep. 1947                    | TSV Braunschweig            | Hannover 96            | 5:0                  | –                               |           |
| 57. | Oberliga Nord 1947/48                                       | 11. Jan. 1948                    | Hannover 96                 | TSV Braunschweig       | 3:1                  | –                               |           |
| Hannover stieg 1948 aus der Oberliga Nord ab und 1949 wieder auf |                                                             |                                  |                             |                        |                      |                                 |           |
| 58. | Oberliga Nord 1949/50                                       | 2. Okt. 1949                     | Hannover 96                 | Eintracht Braunschweig | 2:1                  | –                               |           |
| 59. | Oberliga Nord 1949/50                                       | 26. Mär. 1950                    | Eintracht Braunschweig      | Hannover 96            | 3:1                  | –                               |           |
| 60. | Oberliga Nord 1950/51                                       | 19. Nov. 1950                    | Eintracht Braunschweig      | Hannover 96            | 5:2                  | –                               |           |
| 61. | Oberliga Nord 1950/51                                       | 28. Jan. 1951                    | Hannover 96                 | Eintracht Braunschweig | 0:0                  | –                               |           |
| 62. | Oberliga Nord 1951/52                                       | 9. Okt. 1951                     | Eintracht Braunschweig      | Hannover 96            | 3:3                  | –                               |           |
| 63. | Oberliga Nord 1951/52                                       | 16. Mär. 1952                    | Hannover 96                 | Eintracht Braunschweig | 3:1                  | –                               |           |
| Braunschweig stieg 1952 aus der Oberliga Nord ab und 1953 wieder auf |                                                             |                                  |                             |                        |                      |                                 |           |
| 64. | Oberliga Nord 1953/54                                       | 6. Sep. 1953                     | Eintracht Braunschweig      | Hannover 96            | 1:5 (0:2)            | Eintracht-Stadion               | 25.000    |
| 65. | Oberliga Nord 1953/54                                       | 14. Feb. 1954                    | Hannover 96                 | Eintracht Braunschweig | 0:2 (0:0)            | Eilenriedestadion               | 23.000    |
| 66. | Oberliga Nord 1954/55                                       | 12. Dez. 1954                    | Eintracht Braunschweig      | Hannover 96            | 1:0 (0:0)            | Eintracht-Stadion               | 25.000    |
| 67. | Oberliga Nord 1954/55                                       | 30. Jan. 1955                    | Hannover 96                 | Eintracht Braunschweig | 1:2 (0:1)            | Niedersachsenstadion            | 27.000    |
| 68. | Oberliga Nord 1955/56                                       | 11. Dez. 1955                    | Eintracht Braunschweig      | Hannover 96            | 3:2 (2:1)            | Eintracht-Stadion               | 15.000    |
| 69. | Oberliga Nord 1955/56                                       | 8. Jan. 1956                     | Hannover 96                 | Eintracht Braunschweig | 2:1 (1:0)            | Niedersachsenstadion            | 18.000    |
| 70. | Oberliga Nord 1956/57                                       | 14. Okt. 1956                    | Hannover 96                 | Eintracht Braunschweig | 2:0 (0:0)            | Niedersachsenstadion            | 21.000    |
| 71. | Oberliga Nord 1956/57                                       | 24. Feb. 1957                    | Eintracht Braunschweig      | Hannover 96            | 0:1 (0:1)            | Eintracht-Stadion               | 16.000    |
| 72. | Oberliga Nord 1957/58                                       | 17. Nov. 1957                    | Hannover 96                 | Eintracht Braunschweig | 6:2 (3:1)            | Niedersachsenstadion            | 15.000    |
| 73. | Oberliga Nord 1957/58                                       | 2. Mär. 1958                     | Eintracht Braunschweig      | Hannover 96            | 2:0 (1:0)            | Eintracht-Stadion               | 18.000    |
| 74. | Oberliga Nord 1958/59                                       | 7. Dez. 1958                     | Hannover 96                 | Eintracht Braunschweig | 1:1 (1:0)            | Niedersachsenstadion            | 18.000    |
| 75. | Oberliga Nord 1958/59                                       | 25. Jan. 1959                    | Eintracht Braunschweig      | Hannover 96            | 2:1 (2:0)            | Eintracht-Stadion               | 15.000    |
| 76. | Oberliga Nord 1959/60                                       | 30. Aug. 1959                    | Eintracht Braunschweig      | Hannover 96            | 1:0 (1:0)            | Eintracht-Stadion               | 30.000    |
| 77. | Oberliga Nord 1959/60                                       | 3. Apr. 1960                     | Hannover 96                 | Eintracht Braunschweig | 2:0 (1:0)            | Niedersachsenstadion            | 20.000    |
| 78. | Oberliga Nord 1960/61                                       | 18. Sep. 1960                    | Hannover 96                 | Eintracht Braunschweig | 2:1 (0:1)            | Niedersachsenstadion            | 7.000     |
| 79. | Oberliga Nord 1960/61                                       | 1. Apr. 1961                     | Eintracht Braunschweig      | Hannover 96            | 1:0 (0:0)            | Eintracht-Stadion               | 6.000     |
| 80. | Oberliga Nord 1961/62                                       | 15. Okt. 1961                    | Eintracht Braunschweig      | Hannover 96            | 2:2 (1:1)            | Eintracht-Stadion               | 16.000    |
| 81. | Oberliga Nord 1961/62                                       | 4. Mär. 1962                     | Hannover 96                 | Eintracht Braunschweig | 3:3 (2:2)            | Niedersachsenstadion            | 6.500     |
| 82. | Oberliga Nord 1962/63                                       | 14. Okt. 1962                    | Eintracht Braunschweig      | Hannover 96            | 3:0 (1:0)            | Eintracht-Stadion               | 10.000    |
| 83. | Oberliga Nord 1962/63                                       | 10. Feb. 1963                    | Hannover 96                 | Eintracht Braunschweig | 0:1 (0:0)            | Niedersachsenstadion            | 12.000    |
| Hannover war 1963 bei der Einführung der Bundesliga im Gegensatz zu Braunschweig nicht unter den 16 Gründungsmitgliedern und stieg 1964 auf                                      |                                                             |                                  |                             |                        |                      |                                 |           |
| 84. | Bundesliga 1964/65                                          | 26. Sep. 1964                    | Hannover 96                 | Eintracht Braunschweig | 2:2 (1:1)            | Niedersachsenstadion            | 57.000    |
| 85. | Bundesliga 1964/65                                          | 13. Feb. 1965                    | Eintracht Braunschweig      | Hannover 96            | 2:2 (2:1)            | Eintracht-Stadion               | 30.000    |
| 86. | Bundesliga 1965/66                                          | 11. Sep. 1965                    | Eintracht Braunschweig      | Hannover 96            | 2:1 (0:0)            | Eintracht-Stadion               | 33.000    |
| 87. | Bundesliga 1965/66                                          | 7. Apr. 1966                     | Hannover 96                 | Eintracht Braunschweig | 1:1 (1:0)            | Niedersachsenstadion            | 41.000    |
| 88. | Bundesliga 1966/67                                          | 12. Nov. 1966                    | Hannover 96                 | Eintracht Braunschweig | 4:2 (3:1)            | Niedersachsenstadion            | 43.000    |
| 89. | Bundesliga 1966/67                                          | 29. Apr. 1967                    | Eintracht Braunschweig      | Hannover 96            | 0:1 (0:0)            | Eintracht-Stadion               | 35.000    |
| 90. | Bundesliga 1967/68                                          | 14. Okt. 1967                    | Hannover 96                 | Eintracht Braunschweig | 1:1 (0:1)            | Niedersachsenstadion            | 48.000    |
| 91. | Bundesliga 1967/68                                          | 16. Mär. 1968                    | Eintracht Braunschweig      | Hannover 96            | 0:1 (0:0)            | Eintracht-Stadion               | 18.000    |
| 92. | Bundesliga 1968/69                                          | 16. Nov. 1968                    | Hannover 96                 | Eintracht Braunschweig | 1:1 (1:1)            | Niedersachsenstadion            | 21.000    |
| 93. | Bundesliga 1968/69                                          | 23. Mai 1969                     | Eintracht Braunschweig      | Hannover 96            | 3:3 (2:1)            | Eintracht-Stadion               | 13.000    |
| 94. | Bundesliga 1969/70                                          | 23. Aug. 1969                    | Eintracht Braunschweig      | Hannover 96            | 1:1 (0:1)            | Eintracht-Stadion               | 30.000    |
| 95. | Bundesliga 1969/70                                          | 3. Mär. 1970                     | Hannover 96                 | Eintracht Braunschweig | 0:2 (0:0)            | Niedersachsenstadion            | 22.000    |
| 96. | Bundesliga 1970/71                                          | 31. Okt. 1970                    | Hannover 96                 | Eintracht Braunschweig | 1:0 (1:0)            | Niedersachsenstadion            | 22.000    |
| 97. | Bundesliga 1970/71                                          | 8. Mai 1971                      | Eintracht Braunschweig      | Hannover 96            | 0:4 (0:2)            | Eintracht-Stadion               | 17.000    |
| 98. | Bundesliga 1971/72                                          | 1. Sep. 1971                     | Eintracht Braunschweig      | Hannover 96            | 3:0 (1:0)            | Eintracht-Stadion               | 26.000    |
| 99. | Bundesliga 1971/72                                          | 19. Feb. 1972                    | Hannover 96                 | Eintracht Braunschweig | 3:0 (1:0)            | Niedersachsenstadion            | 18.000    |
| 100. | DFB-Ligapokal 1972/73 (Gruppe 1)                            | 5. Juli 1972                     | Eintracht Braunschweig      | Hannover 96            | 1:0                  | –                               | –         |
| 101. | DFB-Ligapokal 1972/73 (Gruppe 1)                            | 26. Juli 1972                    | Hannover 96                 | Eintracht Braunschweig | 2:3                  | –                               | –         |
| 102. | Bundesliga 1972/73                                          | 25. Nov. 1972                    | Hannover 96                 | Eintracht Braunschweig | 2:1 (0:1)            | Niedersachsenstadion            | 15.500    |
| 103. | Bundesliga 1972/73                                          | 26. Mai 1973                     | Eintracht Braunschweig      | Hannover 96            | 3:2 (2:1)            | Eintracht-Stadion               | 30.000    |
| Braunschweig stieg 1973 aus der Bundesliga ab. Hannover stieg 1974 aus der Bundesliga ab, während Braunschweig wieder aufstieg, und kehrte 1975 in die Bundesliga zurück.        |                                                             |                                  |                             |                        |                      |                                 |           |
| 104. | Bundesliga 1975/76                                          | 25. Okt. 1975                    | Eintracht Braunschweig      | Hannover 96            | 3:2 (2:1)            | Eintracht-Stadion               | 34.000    |
| 105. | Bundesliga 1975/76                                          | 17. Apr. 1976                    | Hannover 96                 | Eintracht Braunschweig | 2:0 (0:0)            | Niedersachsenstadion            | 36.000    |
| Hannover stieg 1976 aus der Bundesliga ab, Braunschweig folgte 1980 |                                                             |                                  |                             |                        |                      |                                 |           |
| 106. | 2. Bundesliga Nord 1980/81                                  | 26. Sep. 1980                    | Hannover 96                 | Eintracht Braunschweig | 1:1 (0:1)            | Niedersachsenstadion            | 35.000    |
| 107. | 2. Bundesliga Nord 1980/81                                  | 21. Mär. 1981                    | Eintracht Braunschweig      | Hannover 96            | 2:0 (0:0)            | Stadion an der Hamburger Straße | 20.000    |
| Braunschweig stieg 1981 in die Bundesliga auf. 1985 stieg Braunschweig wieder ab, während Hannover aufstieg. 1986 stieg auch Hannover wieder ab.                                 |                                                             |                                  |                             |                        |                      |                                 |           |
| 108. | 2. Bundesliga 1986/87                                       | 12. Sep. 1986                    | Hannover 96                 | Eintracht Braunschweig | 1:0 (0:0)            | Niedersachsenstadion            | 52.000    |
| 109. | 2. Bundesliga 1986/87                                       | 4. Apr. 1987                     | Eintracht Braunschweig      | Hannover 96            | 0:0                  | Stadion an der Hamburger Straße | 26.237    |
| Hannover stieg 1987 in die Bundesliga auf und 1989 wieder ab |                                                             |                                  |                             |                        |                      |                                 |           |
| 110. | 2. Bundesliga 1989/90                                       | 29. Juli 1989                    | Eintracht Braunschweig      | Hannover 96            | 1:0 (1:0)            | Stadion an der Hamburger Straße | 25.000    |
| 111. | 2. Bundesliga 1989/90                                       | 25. Nov. 1989                    | Hannover 96                 | Eintracht Braunschweig | 3:0 (2:0)            | Niedersachsenstadion            | 25.000    |
| 112. | 2. Bundesliga 1990/91                                       | 5. Sep. 1990                     | Eintracht Braunschweig      | Hannover 96            | 0:1 (0:0)            | Stadion an der Hamburger Straße | 13.300    |
| 113. | 2. Bundesliga 1990/91                                       | 28. Mär. 1991                    | Hannover 96                 | Eintracht Braunschweig | 3:0 (1:0)            | Niedersachsenstadion            | 11.500    |
| 114. | 2. Bundesliga Nord 1991/92                                  | 21. Sep. 1991                    | Eintracht Braunschweig      | Hannover 96            | 1:3 (0:0)            | Stadion an der Hamburger Straße | 9.000     |
| 115. | 2. Bundesliga Nord 1991/92                                  | 8. Dez. 1991                     | Hannover 96                 | Eintracht Braunschweig | 1:1 (0:0)            | Niedersachsenstadion            | 10.400    |
| 116. | 2. Bundesliga 1992/93                                       | 1. Aug. 1992                     | Eintracht Braunschweig      | Hannover 96            | 3:2 (2:1)            | Stadion an der Hamburger Straße | 10.400    |
| 117. | 2. Bundesliga 1992/93                                       | 28. Feb. 1993                    | Hannover 96                 | Eintracht Braunschweig | 0:1 (0:0)            | Niedersachsenstadion            | 7.600     |
| Braunschweig stieg 1993 aus der 2. Bundesliga ab, Hannover folgte 1996 |                                                             |                                  |                             |                        |                      |                                 |           |
| 118. | Regionalliga Nord 1996/97                                   | 30. Aug. 1996                    | Eintracht Braunschweig      | Hannover 96            | 3:2                  | –                               | –         |
| 119. | Regionalliga Nord 1996/97                                   | 12. Feb. 1997                    | Hannover 96                 | Eintracht Braunschweig | 4:0                  | –                               | –         |
| 120. | Regionalliga Nord 1997/98                                   | 9. Nov. 1997                     | Hannover 96                 | Eintracht Braunschweig | 1:1                  | –                               | –         |
| 121. | Regionalliga Nord 1997/98                                   | 7. Mai 1998                      | Eintracht Braunschweig      | Hannover 96            | 0:1                  | –                               | –         |
| Hannover stieg 1998 in die 2. Bundesliga auf |                                                             |                                  |                             |                        |                      |                                 |           |
| 122. | DFB-Pokal 2003/04 (2. Hauptrunde)                           | 29. Okt. 2003                    | Eintracht Braunschweig      | Hannover 96            | 2:0 (0:0)            | Stadion an der Hamburger Straße | 23.000    |
| Braunschweig stieg 2013 in die Bundesliga auf, in der Hannover seit 2002 spielte                                                                                                 |                                                             |                                  |                             |                        |                      |                                 |           |
| 123. | Bundesliga 2013/14                                          | 8. Nov. 2013                     | Hannover 96                 | Eintracht Braunschweig | 0:0                  | Niedersachsenstadion            | 47.200    |
| 124. | Bundesliga 2013/14                                          | 6. Apr. 2014                     | Eintracht Braunschweig      | Hannover 96            | 3:0 (2:0)            | Eintracht-Stadion               | 22.867    |
| Braunschweig stieg 2014 aus der Bundesliga ab, Hannover folgte 2016 |                                                             |                                  |                             |                        |                      |                                 |           |
| 125. | 2. Bundesliga 2016/17                                       | 6. Nov. 2016                     | Eintracht Braunschweig      | Hannover 96            | 2:2 (2:1)            | Eintracht-Stadion               | 23.000    |
| 126. | 2. Bundesliga 2016/17                                       | 15. Apr. 2017                    | Hannover 96                 | Eintracht Braunschweig | 1:0 (1:0)            | Niedersachsenstadion            | 42.700    |
| Hannover stieg 2017 in die Bundesliga auf und 2019 wieder ab. Braunschweig stieg 2020 in die 2. Bundesliga auf                                                                   |                                                             |                                  |                             |                        |                      |                                 |           |
| 127. | 2. Bundesliga 2020/21                                       | 3. Okt. 2020                     | Hannover 96                 | Eintracht Braunschweig | 4:1 (0:0)            | Niedersachsenstadion            | 7.300     |
| 128. | 2. Bundesliga 2020/21                                       | 6. Feb. 2021                     | Eintracht Braunschweig      | Hannover 96            | 1:2 (1:2)            | Eintracht-Stadion               | 0         |
| Braunschweig stieg 2021 aus der 2. Bundesliga ab und 2022 wieder auf |                                                             |                                  |                             |                        |                      |                                 |           |
| 129. | 2. Bundesliga 2022/23                                       | 10. Sep. 2022                    | Hannover 96                 | Eintracht Braunschweig | 1:1 (0:0)            | Niedersachsenstadion            | 42.000    |
| 130. | 2. Bundesliga 2022/23                                       | 19. März 2023                    | Eintracht Braunschweig      | Hannover 96            | 1:0 (0:0)            | Eintracht-Stadion               | 20.995    |
| 131. | 2. Bundesliga 2023/24                                       | 5. Nov. 2023                     | Hannover 96                 | Eintracht Braunschweig | 2:0 (2:0)            | Niedersachsenstadion            | 42.000    |
| 132. | 2. Bundesliga 2023/24                                       | 14. Apr. 2024                    | Eintracht Braunschweig      | Hannover 96            | 0:0                  | Eintracht-Stadion               | 21.660    |
| 133. | 2. Bundesliga 2024/25                                       | 6. Okt. 2024                     | Eintracht Braunschweig      | Hannover 96            | 2:0 (1:0)            | Eintracht-Stadion               | 19.919    |
| 134. | 2. Bundesliga 2024/25                                       | 9. März 2025                     | Hannover 96                 | Eintracht Braunschweig | 1:1                  | Niedersachsenstadion            | 32.100    |

## Personen, die für beide Vereine aktiv waren

### Spieler
| Name                  | Position   | Hannover 96         | Eintracht Braunschweig |
| --------------------- | ---------- | ------------------- | ---------------------- |
| Horst Berg            | Mittelfeld | 1970–1972           | 1967–1969              |
| Felix Burmeister      | Abwehr     | 2010                | 2018–2021              |
| Marco Dehne           | Mittelfeld | 1994–1996           | 1996–1999              |
| Fahed Dermech         | Abwehr     | 1996–1997 2000–2001 | 1994 1999–2000         |
| Bernd Eigner          | Abwehr     | 1998                | 1999–2003              |
| Guido Gorges          | Abwehr     | 2001–2002           | 2003                   |
| Bernd Gorski          | Mittelfeld | 1980–1983           | 1983–1991              |
| Claus Grzeskowiak     | Abwehr     | 1996                | 2000–2001              |
| Peter Hayduk          | Sturm      | 1975–1976 1979–1983 | 1974–1975              |
| Dieter Hecking        | Mittelfeld | 1996–1999           | 1999–2000              |
| Michael Köpper        | Abwehr     | 1988–1990           | 1991–1993              |
| Michél Mazingu-Dinzey | Mittelfeld | 2000–2001           | 2002–2004              |
| Vladan Milovanović    | Sturm      | 1996–1998           | 1998–2000              |
| Uwe Nester            | Sturm      | 1983                | 1979–1981              |
| Håvard Nielsen        | Sturm      | 2022–               | 2014–2015              |
| Burkhardt Öller       | Tor        | 1971–1972           | 1967–1971              |
| Michael Polywka       | Abwehr     | 1971–1972           | 1966–1971              |
| Jürgen Weber          | Mittelfeld | 1975–1977           | 1973–1975              |
| Andreas Winkler       | Mittelfeld | 1993–1996           | 1998–1999              |

### Trainer
| Name              | Hannover 96 | Eintracht Braunschweig |
| ----------------- | ----------- | ---------------------- |
| Reinhold Fanz     | 1996–1998   | 1999–2001              |
| Helmuth Johannsen | 1970–1971   | 1963–1970              |
| Michael Krüger    | 1989–1990   | 2004–2006              |
| Michael Lorkowski | 1990–1992   | 1997–1998              |
| Heinz Lucas       | 1962–1963   | 1979                   |